# گو جودا
این یک نام کره‌ای است؛ نام خانوادگی گو است.
گو جودا ولیعهد گوگوریو و پسر ارشد پادشاه جانگسو بود. او همچنین پدر پادشاه مونجامیونگ بود.

## شخصیت
گوجودا که به عنوان پسر امپراتور جانگسو متولد شده بود، توانایی سیاسی داشت و می‌خواست امپراتور شود، زیرا به عنوان ولیعهد و گوچودائه خدمت کرده بود. با این حال، از آنجایی که پدرش، امپراتور جانگسو، تا سن ۹۷ سالگی عمر کرد، او قبل از پدرش درگذشت.
پس از آن، پسر دیگر امپراتور جانگسو نیز زود درگذشت، بنابراین امپراتور مونجامیونگ ، پسر گوجودا، جانشین او شد. با این حال، هیچ سابقه‌ای وجود ندارد که امپراتور مونجامیونگ پدرش گوجودا را به عنوان پادشاه گرامی داشته باشد.

## تبار
- نایب السلطنه پادشاه جانگسو (۳۹۴ تا ۴۹۱، سلطنت: ۴۱۲/۴۱۳ تا ۴۹۱)
- مادر : ناشناخته
  - شاهزاده : کمک زیاد
  - خانم : ناشناخته
    - پسر : پادشاه مونجا میونگ، (حدود ۵۱۹، دوران سلطنت: ۴۹۱ تا ۵۱۹)

  - خواهر : Princess of Hoengseong Go Clan (橫城 高氏) (نام ناشناخته)
  - پسرعمو : گو سونگ وو

## لینک‌های خارجی
الگو:고구려의 태자